# Culiacán
Culiacán (del náhuatl: Kolwahkan ‘Lugar de los colhuas’), oficialmente Culiacán Rosales ( escuchar), es una ciudad del noroeste de México. Es capital, ciudad más poblada del estado de Sinaloa y cabecera del municipio homónimo. Fue cofundada el 29 de septiembre de 1531 por los conquistadores españoles Lázaro de Cebreros y Nuño Beltrán de Guzmán bajo el nombre de Villa de San Miguel, en referencia a su santo patrón San Miguel Arcángel.
La ciudad de Culiacán cuenta según el Censo de Población y Vivienda del año 2020 consultado por el Instituto Nacional de Estadística y Geografía con una población de 808 416 habitantes que la colocan como la 19.ª ciudad más poblada México, mientras que su área metropolitana se ubica como la 17.ª más poblada de México, al contar con 1 003 530 habitantes.
Culiacán es conocida por su cultura, lujos y celebraciones. Sus sitios icónicos incluyen su centro histórico, el Parque Las Riberas, el Jardín Botánico Culiacán, el asta bandera conocida como fuentes danzarinas, el estadio de Tomateros y templos religiosos como su catedral basílica, el santuario y La Lomita. El distrito Tres Ríos es conocido por sus edificios, plazas, hoteles, parques, restaurantes y escuelas. El primer trazo de la ciudad fue realizado por el arquitecto Luis F. Molina.
La ciudad está ubicada en un valle en las faldas de la Sierra Madre Occidental en la confluencia de los ríos Tamazula y Humaya, que se unen para formar el Río Culiacán.

## Etimología
El nombre uto-azteca del náhuatl es Kolwahkan, que se compone de kolwah (colhua) y el sufijo -kan, que significa lugar. Los historiadores han planteado los significados:
- ‘lugar de culebras’
- ‘cerros torcidos’
- ‘donde los caminantes tuercen el camino’

La etimología más aceptada es ‘lugar de los colhuas’, esto es, habitado por la tribu colhua, así como ‘lugar de los que adoran al dios Coltzin’.

## Historia

### Época prehispánica
Los registros históricos indican la existencia de un asentamiento indígena llamado Huey Colhuacan, remontado al año 628 de nuestra era. Se desconoce su ubicación precisa, pero hallazgos arqueológicos sugieren que estuvo próxima al actual pueblo de Culiacancito. Los mexicas atravesaron la región durante su peregrinación al Valle de México. Una hipótesis plantea que fue allí donde surgió en 1065 el culto a Huitzilopochtli, dios guerrero de la mitología mexica.

### Época virreinal
La ciudad hoy conocida como Culiacán fue cofundada en el año de 1531 por Lázaro de Cebreros y Nuño Beltrán de Guzmán bajo el nombre de Villa de San Miguel. A su llegada en el siglo XVI, los españoles encontraron la existencia de caseríos organizados en territorios indígenas por la tribu de los tahues, un grupo étnico de la región. Otros pueblos indígenas que habitaron el territorio de Culiacán, fueron los tebacas, pacaxes, sabaibo y achires.
Tras su guerra de conquista, Lázaro de Cebreros y Nuño Beltrán de Guzmán, organizaron los territorios adquiridos en tres provincias, una de ellas Culiacán, delimitada al sur por el río Elota y al norte por el río Mocorito. La provincia formó parte del Reino de la Nueva Galicia y se mantuvo administrada de esta manera hasta 1786, cuando se implementó el sistema de intendencias y los actuales estados de Sonora y Sinaloa pasaron a formar la intendencia de Arizpe. La provincia de Culiacán dio origen al partido del mismo nombre con igual jurisdicción.

### México Independiente

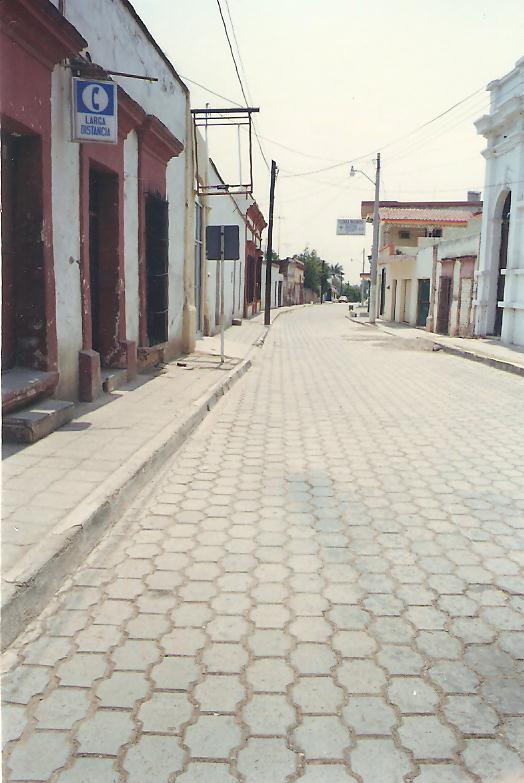
Calles del antiguo Culiacán.

El día 6 de octubre de 1821, se jura la Independencia en Culiacán. Se otorga a Culiacán la categoría de ciudad, el día 21 de julio de 1823, al ser separadas por decreto del Congreso, las provincias de Sonora y Sinaloa. En 1824, por Acta Constitutiva de la Federación Mexicana, se vuelven a reunir Sinaloa y Sonora, formando el estado de Occidente. En 1830, se separan en forma definitiva las provincias de Sonora y Sinaloa, por decreto del 13 de octubre de 1830, designándose capital del estado de Sinaloa a la ciudad de Culiacán. Más tarde, durante el gobierno conservador afín a la Intervención francesa en 1861, se instalaron prefecturas y se decretó la Ley de Municipalidades que dividió a los Distritos en Ayuntamientos. El Distrito de Badiraguato quedó suprimido y pasó a ser parte del Distrito de Culiacán como Municipalidad.
De 1859 a 1873 dejó de ser la capital de Sinaloa, que se trasladó a Mazatlán. Ya en la República Restaurada el gobernador Eustaquio Buelna se enfrentó con los comerciantes del puerto. Regresó a Culiacán y el Congreso Local le volvió a dar el carácter de capital del estado.

### Época porfiriana y revolucionaria

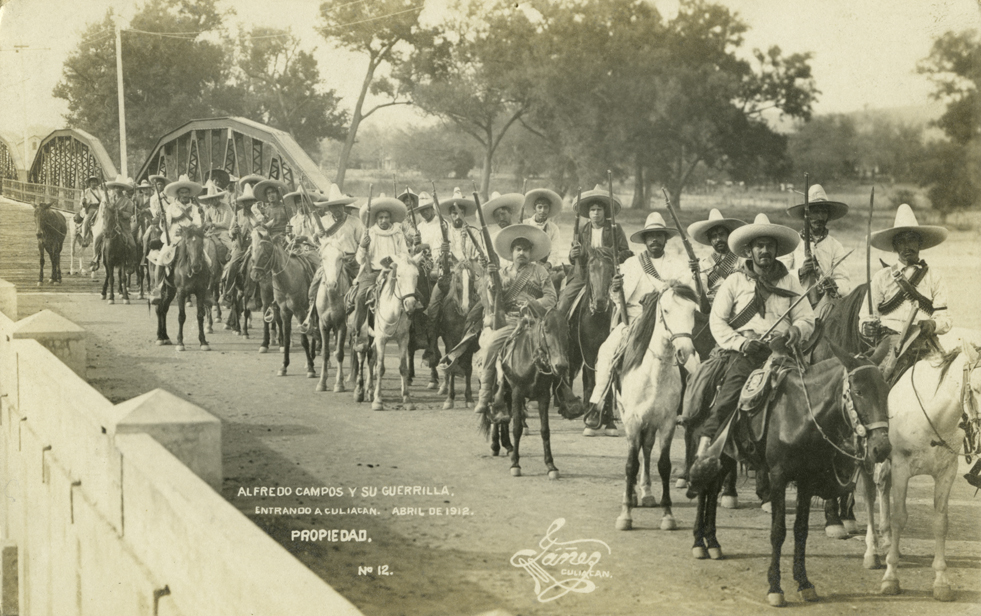
Alfredo Campos y Su Guerrilla, entrando a Culiacán.

Para 1878, Culiacán contaba con tres Ayuntamientos, cuyas cabeceras eran Culiacán, Quilá y Badiraguato, así permaneció hasta 1880, cuando Badiraguato volvió a ser distrito con los límites que anteriormente le correspondían.
En 1912 se establecieron las Municipalidades como forma de gobierno interno, pero es hasta 1915 cuando se suprimen las Directorias Políticas, entrando en vigor dicha ley, originando que los Distritos se convirtieran en municipios libres. Culiacán se constituyó como Municipio mediante decreto publicado el 8 de abril de 1915, comprendiendo dentro de sus límites al actual Municipio de Navolato, que le fue segregado en 1982. Tiempo después el Congreso del Estado aprueba la extensión del nombre de la ciudad capital dándole su nombre oficial actual, Culiacán de Rosales, en honor al militar mexicano Antonio Rosales.

### Después de la Segunda Guerra Mundial
A finales de la década de 1950, Culiacán se convirtió en el lugar de nacimiento de una incipiente economía subterránea basada en las drogas ilícitas exportadas a los Estados Unidos. La finalización de la Carretera Panamericana y el aeropuerto regional en la década de 1960 aceleró la expansión de una infraestructura de distribución viable para las familias que llegarían a dominar carteles de drogas a lo largo del Noroeste de México. A finales de los años ochenta se funda El Cártel de Sinaloa, también conocido como Cártel del Pacífico. Con sede en Culiacán, sus operaciones se encuentran en más de la mitad de los estados de México y la frontera con Estados Unidos. Como consecuencia de la Guerra contra el narcotráfico, los crímenes violentos en la ciudad se dispararon. En 2016 la ciudad ocupó el puesto 17 de las ciudades violentas del mundo, de acuerdo con el Consejo Ciudadano para la Seguridad Pública y la Justicia Penal, con 56.09 homicidios por cada 100 000 habitantes.

### Enfrentamientos armados de 2019
El 17 de octubre de 2019, elementos de la Guardia Nacional y el Ejército Mexicano capturaron a Ovidio Guzmán López —alias «El Ratón»; hijo del narcotraficante Joaquín Guzmán Loera y miembro activo del cártel de Sinaloa— en el fraccionamiento Tres Ríos.

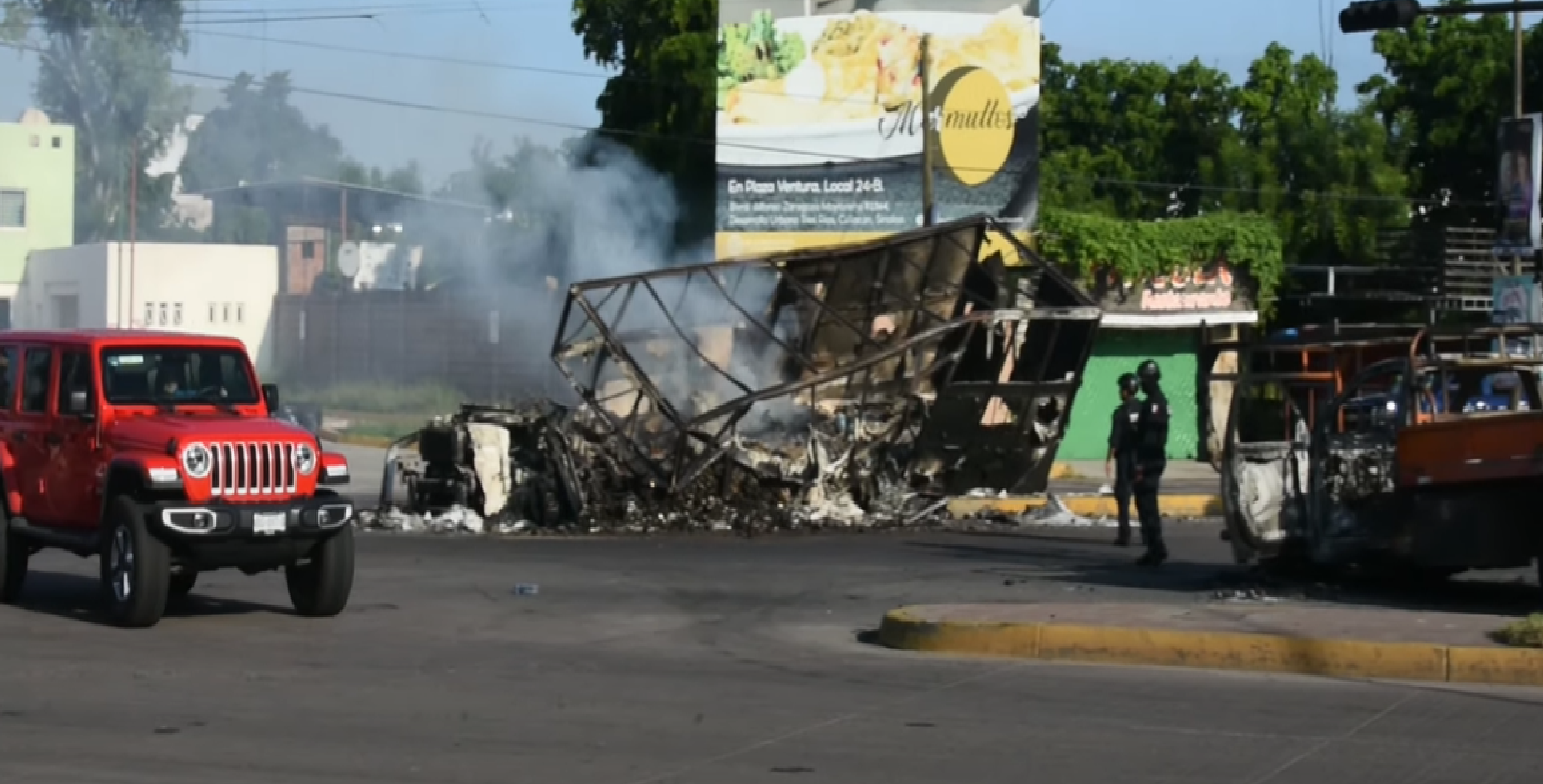
Situación de Culiacán al día siguiente de los enfrentamientos.

Pasadas las 15:00 horas comenzaron a registrarse enfrentamientos en distintos puntos de la ciudad, así como la fuga de 51 presos del penal de Aguaruto. Entre las 17:00 y 17:30, las autoridades decidieron liberar a Guzmán López. Según el presidente Andrés Manuel López Obrador, la decisión la tomó su gabinete de seguridad «porque se tornó muy difícil la situación y estaban en riesgo muchos vidas y se decidió poner por enfrente la vida». Después asumió públicamente la responsabilidad de este acto de liberación.

## Escudo
El escudo de armas del municipio y la ciudad de Culiacán en Sinaloa, México, cuenta con diversos elementos que representan la historia del ayer y hoy del municipio.
Todo el escudo está cubierto de color rojizo de tierra simbolizando esta misma; tiene un jeroglífico que representa un cerro con una cabeza humana en la cima e inclinada al frente lo cual simboliza a Coltzin "el dios torcido" de la mitología que dio nombre a la tribu colhua y ésta al pueblo Colhuacan, hoy Culiacán.

Atrás del símbolo, al centro y hacia la izquierda se puede observar una cruz y un camino con huellas de píes que terminan en una construcción, representa a los misioneros que partieron de San Miguel de Culiacán hacia el norte.

Detrás del jeroglífico hacia la derecha, aparecen simbolismos del agua haciendo referencia a los ríos; sobre el mismo jeroglífico, en la parte central y hacia el lado izquierdo, aparece una cruz seguida por un camino sobre el que se observan huellas de pies, las cuales terminan en una pequeña construcción, motivos que simbolizan a los misioneros que de San Miguel de Culiacán partieron hacia el norte y que se invocan como un obligado homenaje a la bondad y heroísmo de los misioneros.
Sobre la bordura de color carmín, se lee en su parte superior la palabra “Culiacán” y en su parte, inferior la palabra “Colhuacán” que corresponde al nombre verdadero del lugar en lengua náhuatl. En la parte superior del escudo se sitúa un cerro con una semilla en germinación y sobre la misma, la figura de un sol en oro que aluden tanto al clima tropical de esta región como al esfuerzo fundamentalmente agrícola de sus habitantes.

## Política

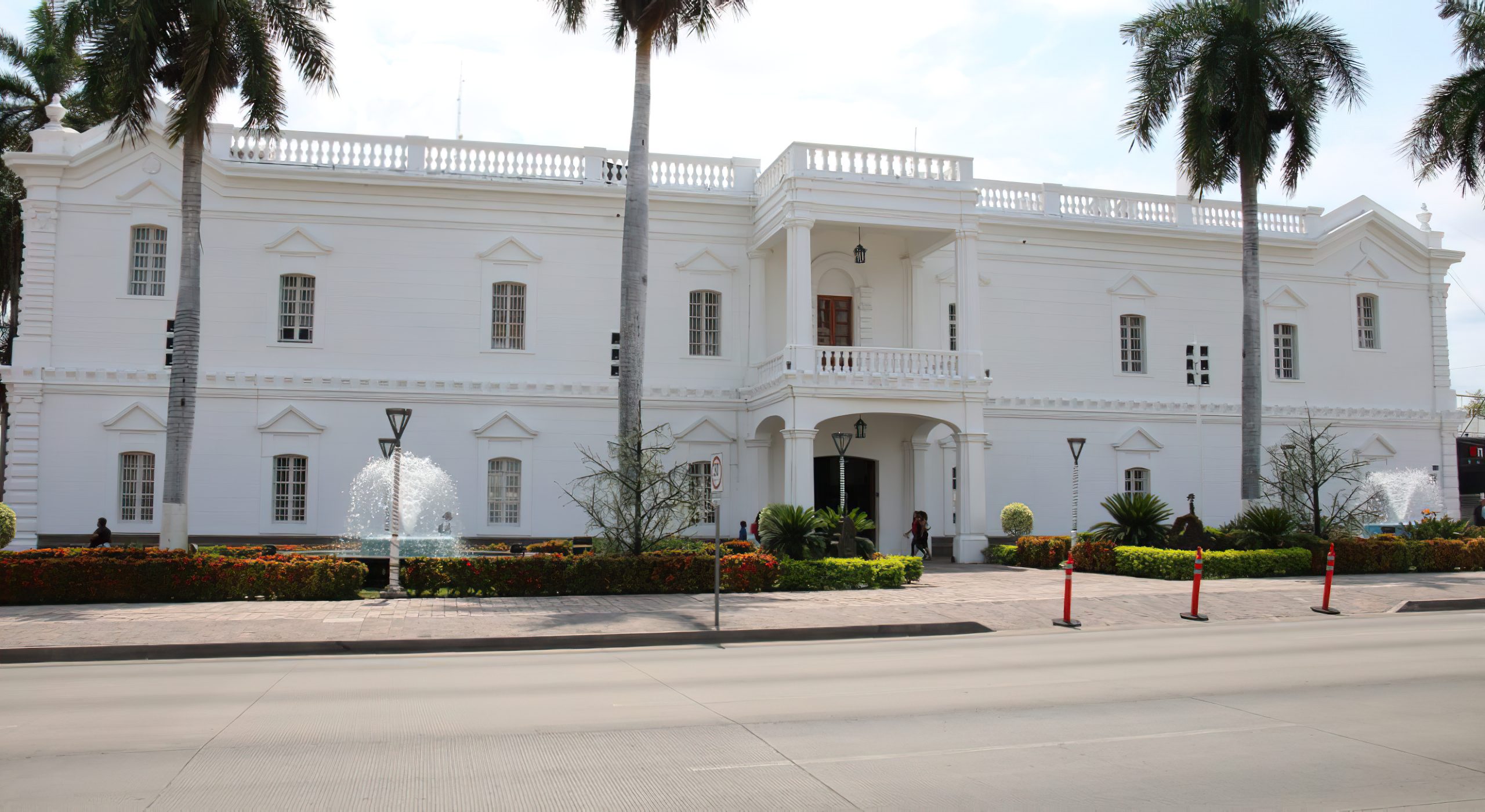
Ayuntamiento de Culiacán.

El gobierno del municipio de Culiacán le corresponde al ayuntamiento, electo para un periodo de tres años que no son renovables para el periodo inmediato pero si de forma no continua y que entra en funciones el día 1 de enero del año siguiente a su elección; El ayuntamiento se integra por el presidente municipal, un síndico procurador y el cuerpo de regidores integrado por 18 representantes, once de los cuales son electos por mayoría relativa y siete por el principio de representación proporcional.

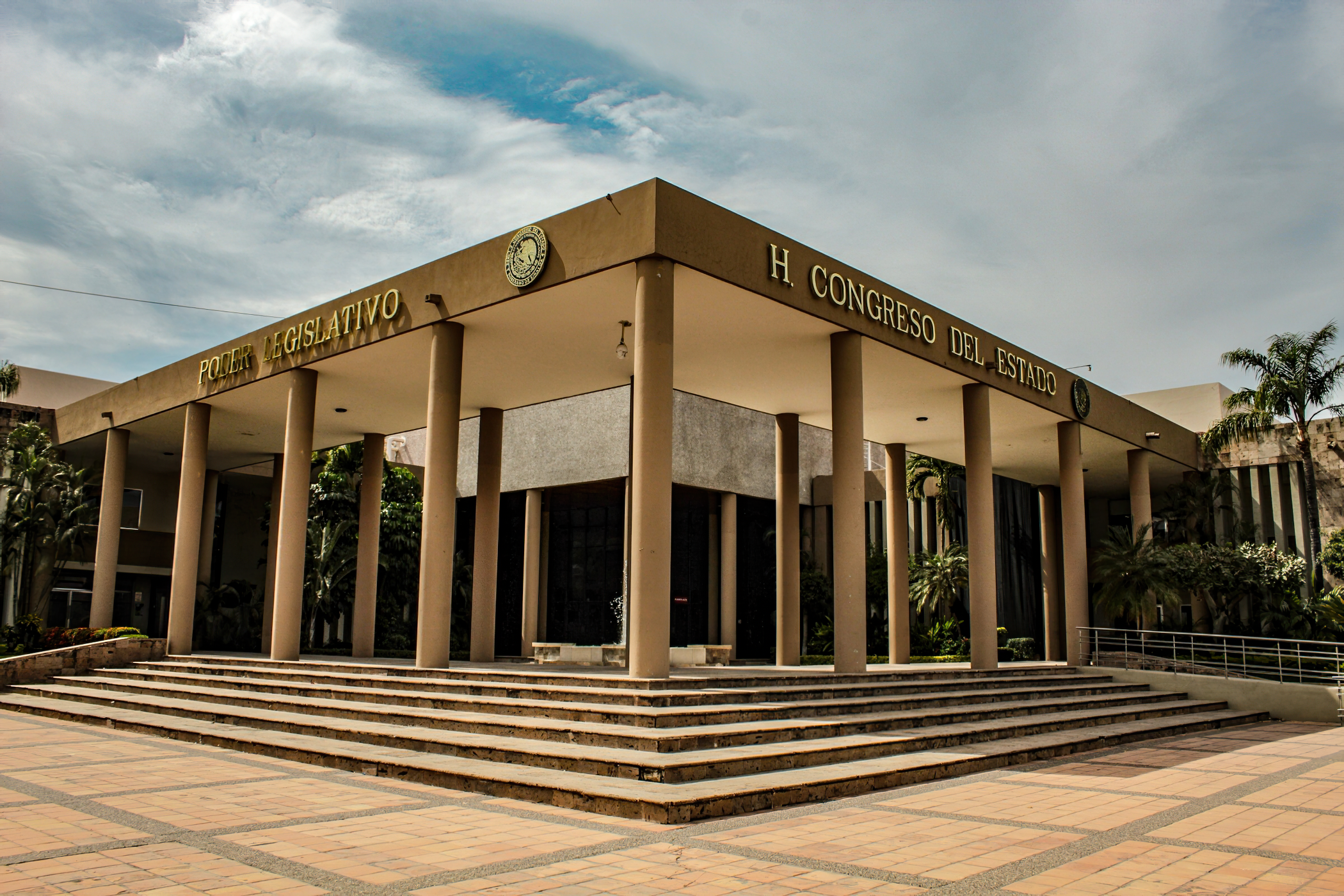
Congreso del Estado.

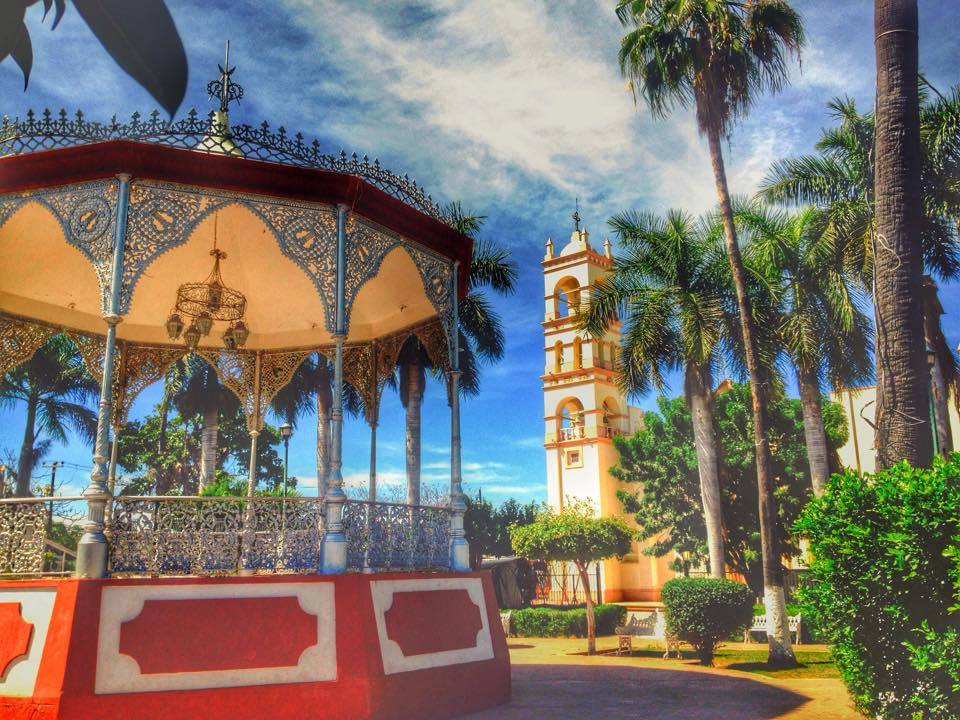
Plazuela de Quilá

### Sindicaturas
Para su régimen interior el municipio se divide en 17 sindicaturas, subdividas en comisarías. Las 17 sindicaturas del municipio son:
- Adolfo López Mateos (El Tamarindo)
- Aguaruto
- Baila
- Costa Rica
- Culiacancito
- Sindicatura Central (Culiacán Rosales)
- El Salado
- Emiliano Zapata
- Higueras de Abuya
- Imala
- Jesús María
- Las Tapias
- Quilá
- Sanalona
- San Lorenzo
- Tacuichamona
- Tepuche

## Geografía

### Ubicación
Se ubica en la región centro del Estado de Sinaloa en un valle a faldas de la Sierra Madre Occidental en la confluencia de los ríos Tamazula y Humaya, formando parte del noroeste de México. Le corresponden las coordenadas: 24°48'15" N (latitud norte) y 107°25'52" O (longitud oeste), con una altitud de 54 metros sobre el nivel del mar.
Está ubicada a 1,240 km de la Ciudad de México, desde Culiacán hasta Tepic, hay solamente 502 km; a Durango, 536 km; a Hermosillo, 688 km; a Guadalajara, 708 km; a Monterrey, 1,118 km; Chihuahua, 1,159 km; a Tijuana, 1,552 km; y a Matamoros, 1,434 km.

#### Localización en Sinaloa
| Noroeste: Navolato        | Norte: Mocorito | Nordeste: Badiraguato |
| Oeste: Océano Pacífico    |                 | Este: Tamazula        |
| Suroeste: Océano Pacífico | Sur: Elota      | Sureste: Cosalá       |

### Aspectos geográficos
| División geoestadística municipal, coordenadas geográficas y altitud |           |                    |               |               |               |                |                |                |                      |
| Clave INEGI                                                          | Municipio | Cabecera municipal | Latitud Norte | Latitud Norte | Latitud Norte | Longitud Oeste | Longitud Oeste | Longitud Oeste | Altitud (m s. n. m.) |
| Clave INEGI                                                          | Municipio | Cabecera municipal | Grados        | Minutos       | Segundos      | Grados         | Minutos        | Segundos       | Altitud (m s. n. m.) |
| 006                                                                  | Culiacán  | Culiacán Rosales   | 24            | 48            | 31            | 107            | 23             | 37             | 57                   |

### Relieve e hidrografía
El relieve del municipio se encuentra bien definido por una parte montañosa y la planicie costera; la región fisiográfica de los altos es una porción relativamente grande que forma parte de la vertiente del Pacífico de la Sierra Madre Occidental, que presenta alturas de 300 a 2100 m s. n. m. (metros sobre el nivel del mar).
El municipio de Culiacán es atravesado por cuatro corrientes hidrológicas: los ríos Humaya, Tamazula, Culiacán y San Lorenzo; el Humaya tiene su origen en el Estado de Durango, entrando a Sinaloa por el municipio de Badiraguato; sus aguas son controladas por la presa Licenciado Adolfo López Mateos. El río Tamazula nace en la Sierra Madre Occidental en las cercanías del valle de Topia; su corriente es controlada por la presa Sanalona; los ríos Humaya y Tamazula se unen frente a la ciudad de Culiacán para formar el Río Culiacán, que finalmente desemboca en el Golfo de California; el río San Lorenzo nace en la Sierra Madre Occidental dentro del Estado de Durango, se interna a Sinaloa a través del municipio de Cosalá y desemboca en el Golfo de California.

### Clima
Culiacán tiene un clima cálido semiárido, a pesar de recibir una precipitación anual de más de 600 mm (24 pulgadas), debido a sus altas temperaturas y alta evaporación. Los veranos son muy calurosos y húmedos, las temperaturas a la sombra pueden alcanzar los 39 °C y la alta humedad puede producir una temperatura de bochorno de 50 a 55 °C, con el riesgo de lluvias torrenciales por ciclones tropicales en descomposición. también presente. Los inviernos son mucho más suaves con menos humedad y un promedio máximo de 27 °C, con noches cálidas.
| Parámetros climáticos promedio de Culiacán Rosales        | Parámetros climáticos promedio de Culiacán Rosales | Parámetros climáticos promedio de Culiacán Rosales | Parámetros climáticos promedio de Culiacán Rosales | Parámetros climáticos promedio de Culiacán Rosales | Parámetros climáticos promedio de Culiacán Rosales | Parámetros climáticos promedio de Culiacán Rosales | Parámetros climáticos promedio de Culiacán Rosales | Parámetros climáticos promedio de Culiacán Rosales | Parámetros climáticos promedio de Culiacán Rosales | Parámetros climáticos promedio de Culiacán Rosales | Parámetros climáticos promedio de Culiacán Rosales | Parámetros climáticos promedio de Culiacán Rosales | Parámetros climáticos promedio de Culiacán Rosales |
| Mes                                                       | Ene.                                               | Feb.                                               | Mar.                                               | Abr.                                               | May.                                               | Jun.                                               | Jul.                                               | Ago.                                               | Sep.                                               | Oct.                                               | Nov.                                               | Dic.                                               | Anual                                              |
| --------------------------------------------------------- | -------------------------------------------------- | -------------------------------------------------- | -------------------------------------------------- | -------------------------------------------------- | -------------------------------------------------- | -------------------------------------------------- | -------------------------------------------------- | -------------------------------------------------- | -------------------------------------------------- | -------------------------------------------------- | -------------------------------------------------- | -------------------------------------------------- | -------------------------------------------------- |
| Temp. máx. abs. (°C)                                      | 41.0                                               | 42.0                                               | 39.0                                               | 41.5                                               | 41.5                                               | 46.5                                               | 47.5                                               | 48.0                                               | 44.5                                               | 41.5                                               | 42.5                                               | 37.0                                               | 48.0                                               |
| Temp. máx. media (°C)                                     | 27.8                                               | 28.9                                               | 30.5                                               | 32.8                                               | 34.9                                               | 35.9                                               | 35.5                                               | 34.8                                               | 34.4                                               | 34.2                                               | 31.5                                               | 28.2                                               | 32.5                                               |
| Temp. media (°C)                                          | 19.4                                               | 20.1                                               | 21.3                                               | 23.6                                               | 26.4                                               | 29.5                                               | 29.8                                               | 29.3                                               | 29.0                                               | 27.5                                               | 23.5                                               | 20.2                                               | 25.0                                               |
| Temp. mín. media (°C)                                     | 7.9                                                | 9.3                                                | 11.1                                               | 13.5                                               | 17.0                                               | 22.2                                               | 23.1                                               | 23.8                                               | 23.6                                               | 20.7                                               | 15.6                                               | 11.2                                               | 16.6                                               |
| Temp. mín. abs. (°C)                                      | 0.0                                                | 1.0                                                | 2.0                                                | 3.0                                                | 9.0                                                | 10.0                                               | 11.0                                               | 14.0                                               | 15.0                                               | 11.0                                               | 5.0                                                | 3.0                                                | 0.0                                                |
| Lluvias (mm)                                              | 18.4                                               | 11.7                                               | 2.8                                                | 2.4                                                | 1.1                                                | 19.7                                               | 162.8                                              | 209.2                                              | 141.6                                              | 50.0                                               | 21.3                                               | 26.3                                               | 667.3                                              |
| Días de lluvias (≥ 0.1 mm)                                | 2.2                                                | 1.4                                                | 0.6                                                | 0.4                                                | 0.2                                                | 2.4                                                | 13.8                                               | 14.8                                               | 10.8                                               | 2.9                                                | 1.6                                                | 2.2                                                | 53.3                                               |
| Horas de sol                                              | 196.4                                              | 201.6                                              | 236.2                                              | 225.7                                              | 262.1                                              | 229.4                                              | 198.8                                              | 199.2                                              | 200.2                                              | 231.9                                              | 224.6                                              | 193.8                                              | 2599.9                                             |
| Humedad relativa (%)                                      | 68                                                 | 63                                                 | 59                                                 | 56                                                 | 57                                                 | 62                                                 | 70                                                 | 74                                                 | 74                                                 | 70                                                 | 66                                                 | 68                                                 | 66                                                 |
| Fuente n.º 1: Servicio Meteorológico Nacional             |                                                    |                                                    |                                                    |                                                    |                                                    |                                                    |                                                    |                                                    |                                                    |                                                    |                                                    |                                                    |                                                    |
| Fuente n.º 2: Colegio de Postgraduados (humidity and sun) |                                                    |                                                    |                                                    |                                                    |                                                    |                                                    |                                                    |                                                    |                                                    |                                                    |                                                    |                                                    |                                                    |

## Demografía
La ciudad de Culiacán tiene una población total de 808,416 habitantes, esto, según el Censo de Población y Vivienda 2020 llevado a cabo por el Instituto Nacional de Estadística y Geografía (INEGI).

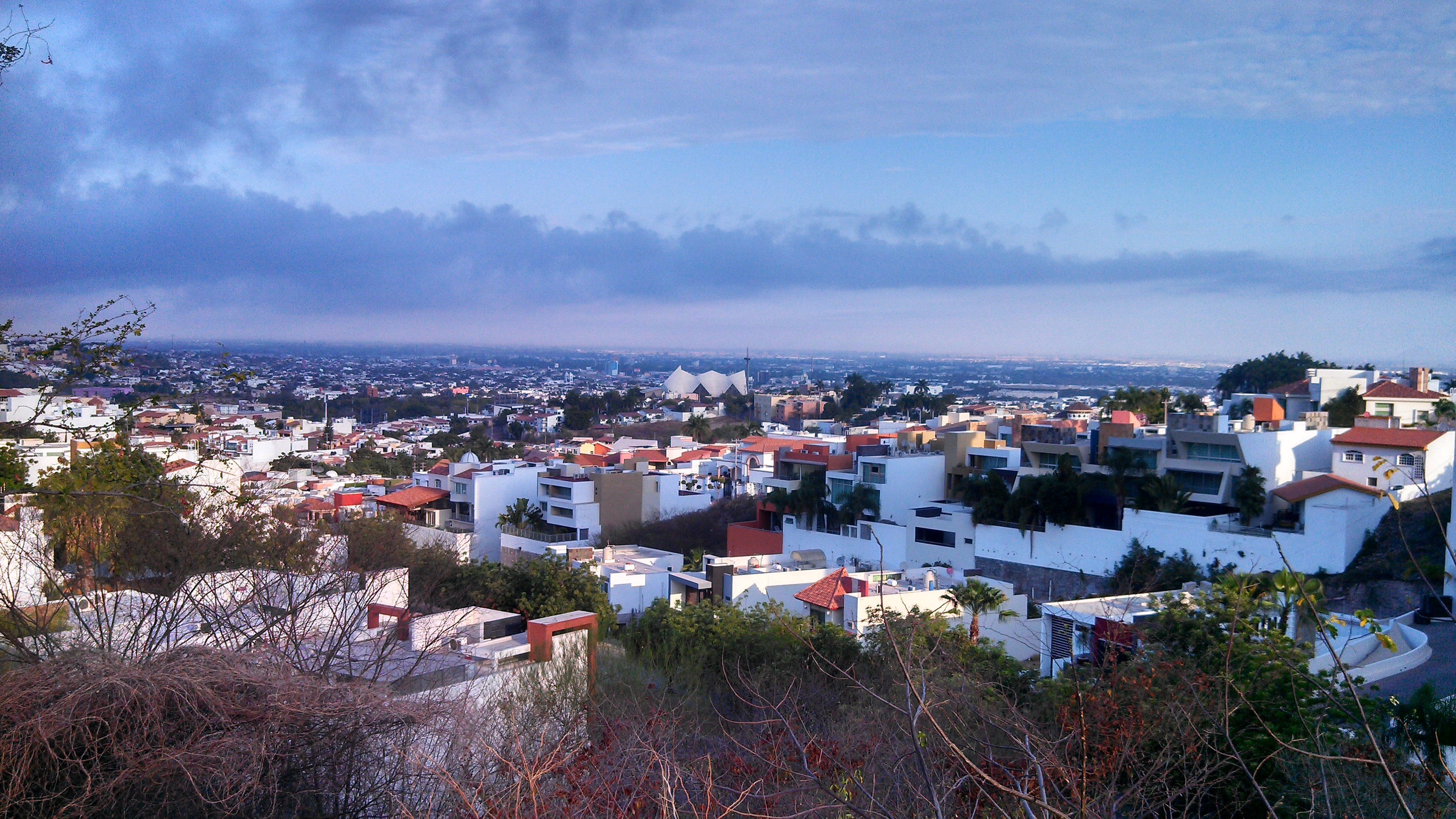
Vista panorámica de Culiacán desde Colinas de San Miguel.

A nivel nacional, la ciudad ocupa el lugar veinte en cantidad de población extranjera, la cual asciende a 6693 habitantes, que representa casi el 1 % de la población total; entre las principales nacionalidades se encuentran estadounidenses, canadienses, españoles, italianos, griegos, argentinos, cubanos, colombianos, brasileños, chinos, japoneses, rusos, ucranianos, venezolanos, dominicanos, y alemanes, entre otros.
Cabe destacar la presencia de personas de origen griego que se dio en los años 1940 y 1950 que coinciden con el incipiente pero floreciente surgimiento de la agricultura, la cual atrajo mano de obra helénica para la labranza de las tierras, esto atrajo un mayor número de personas; actualmente han heredado un legado a sus hijos, nietos y bisnietos que conforman unos cuantos miles de personas que siguen radicando en la ciudad. Se cree que la comunidad griega es la más grande de México y la mejor organizada, el presidente de dicha comunidad está a cargo de Basilio Karamanos Pérez.

### Población de la ciudad de Culiacán 1900-2020
| Gráfica de evolución demográfica de Culiacán entre 1900 y 2020                                              |
| |
| Población de los censos y conteos del Instituto Nacional de Estadística y Geografía (INEGI) de 1900 a 2020. |

### Vivienda, urbanismo y zonificación
El total de viviendas que existen en la ciudad son 221.144 de las cuales solamente se encuentran ocupadas 176.799 viviendas con un promedio de 3,81 habitantes por vivienda habitada. En general, para la construcción de la vivienda se usan el techo, las paredes y pisos de cemento, aunque no dejan de existir hogares cuyas construcciones tienen, en su mayoría, techos de lámina y pisos de tierra, esto se da principalmente en la zona periférica del sur de la ciudad, donde proliferan asentamientos irregulares. De las viviendas ocupadas, 173 704 disponen de energía eléctrica; 171 614 disponen de agua entubada; 171 489 disponen de drenaje y 169 550 disponen de los tres servicios simultáneamente.

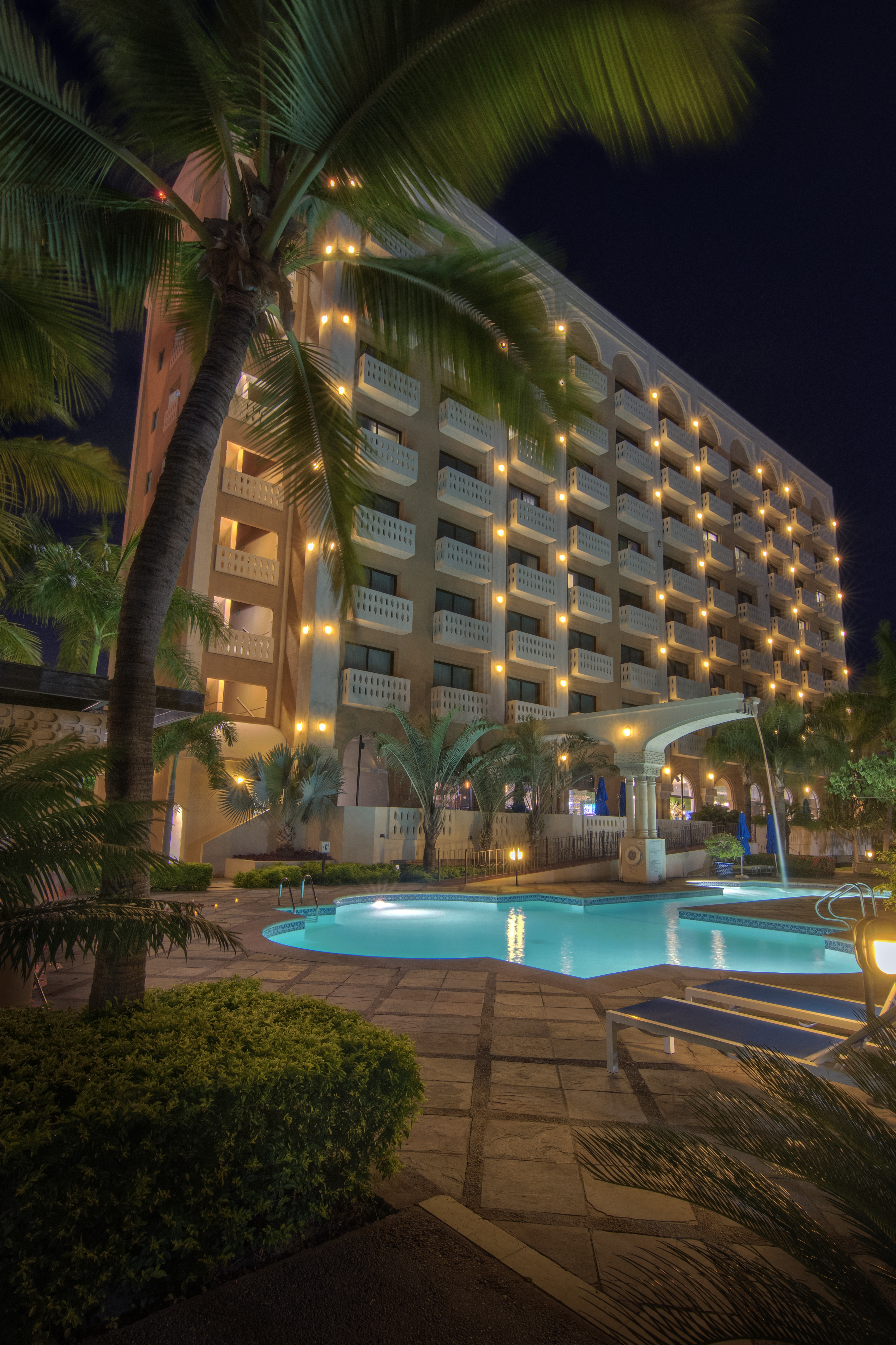
Hotel Lucerna.

La ciudad cuenta con edificios destacados, entre los que se encuentran la Torre Tres Ríos, Torre Santa María, Torre Tres Afluencias, Mileto 4 Ríos, Estela Corporate Center, Ceiba, Edificio BioInnova, Torre 120 y Dafi, todos estos ubicados en uno de los distritos más importantes de la ciudad, el Desarrollo Urbano Tres Ríos.
La ciudad se encuentra dividida en diferentes zonas principalmente:
El Centro Histórico de Culiacán es el área original de la ciudad, en la cual se encuentran la mayoría de las edificaciones de la colonización española entre los siglos XVI y XIX, comprende una extensión territorial de aproximadamente 247 123 ha (2.471 km²) a partir de los años 70 en adelante, se dio un proceso de despoblamiento de la zona debido a los altos costos de las rentas, el bullicio de las calles y avenidas principales y a la prioridad de contar con mayores espacios comerciales, pero en años recientes se ha dado un proceso de repoblamiento del mismo con la construcción de departamentos en la periferia del Centro y a un proyecto de reordenamiento urbano en el que se pretende tener una mayor densidad poblacional.
Las Colonias, las cuales son los primeros asentamientos que fueron poblando el perímetro alrededor del casco urbano original por personas de diferentes estratos sociales con la finalidad de tener un espacio mayormente amplio y cercano al Centro; entre las más conocidas y con mayor número de población encontramos: Infonavit Humaya, Tierra Blanca, 6 de enero, Stase, Juntas de Humaya, Almada, Miguel Alemán, Centro Sinaloa, Morelos, Palmito, El Barrio, Aurora, etc.
Los Fraccionamientos por su parte son lugares lotificados por diferentes constructoras, en las cuales se dan en ciertos tramos, un mismo estilo de vivienda, albergando personas de clase media baja, media y media alta, entre los más conocidos están: La Conquista, Villas del Río, Valle Alto, Los Pinos, Villa Verde, Villa Fontana, etc.

Los Residenciales se considera a las áreas estratégicamente construidas para personas de alto poder adquisitivo, con casas amplias, grandes áreas verdes y en la mayor parte de las ocasiones, se encuentran delimitadas en privadas, y se encuentran en: Tres Ríos, Chapultepec, Los Álamos, Guadalupe, Lomas de Guadalupe, Colinas de San Miguel, Montebello, La Campiña, Las Quintas, La Isla Musala, La Primavera, etc.

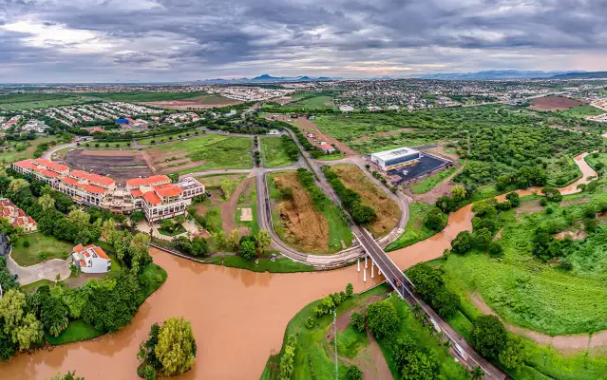
Suburbio “La Primavera” al sur de Culiacán.

El Desarrollo Urbano Tres Ríos fue iniciado en 1990 con la finalidad de crear una mejor zona tanto comercial, residencial y de entretenimiento para la ciudad, además de aprovechar los terrenos contiguos a los Ríos Culiacán, Humaya y Tamazula, además proporcionar vegetación y un nuevo malecón.

### Religión
La ciudad es sede de la Diócesis de Culiacán, perteneciente a la Arquidiócesis de Hermosillo, y es la más grande del estado de Sinaloa. Posee además un seminario al norte de la ciudad que ofrece estudios de Preparatoria y Profesional a los estudiantes que desean convertirse en sacerdotes. Se cuenta con un total de 563 767 personas considerados católicas, lo cual es un legado heredado por la evangelización y emigración española.
En un comunicado realizado el 18 de marzo de 2013, la Diócesis de Culiacán admitió que presenta un déficit de sacerdotes que solo engloban 189 para atender 115 parroquias de 13 municipios, donde se consagran cerca de 1 000 000 (un millón) de feligreses.
Debido a la relativa cercanía de la frontera, la difusión de información en los medios de comunicación y el arribo de personas de diferentes nacionalidades y pensamientos, hay miles de personas que tienen otras confesiones religiosas: 50 695 personas que profesan religiones relacionadas con las protestantes, evangélicas y bíblicas, 284 que pertenecen a otras confesiones (principalmente judíos), y 46 551 que no profesan ninguna religión.

#### Patrimonio religioso
Catedral-Basílica de Nuestra Señora del Rosario
Conocida simplemente como Catedral de Culiacán, empezó a construirse el 22 de mayo de 1842 por el obispo Lázaro de la Garza y Ballesteros. En 1885 concluyó su construcción y el 12 de enero de 1975 esta catedral fue elevada a la categoría de basílica por el papa Pablo VI.
Tiene una nave central que mide 62,15 m de largo y 11,60 de ancho. Cuenta con tres altares. El lateral izquierdo se encuentra dedicado a Jesús, el del medio o principal es para la Santísimo Sacramento, y el lateral derecho a la Santísima Concepción de María. Tiene dos anexos, a uno se le llama Sacristía y al otro Bautisterio.
Santuario del Sagrado Corazón de Jesús
Ubicado en el centro de la ciudad, en el cruce de Ángel Flores y Donato Guerra, el Santuario del Sagrado Corazón de Jesús se construyó en 1908, la obra fue emprendida por el presbítero Jesús María Echavarría y el diseño de Luis F, Molina. La solución arquitectónica es interesante por la sólida expresión del estilo neoclásico lograda con múltiples detalles de cantera.
Seminario de Culiacán
Se ubica en Carretera Internacional al Norte, km 11 es donde se forman los futuros sacerdotes cuenta con nivel preparatoria, filosofía y teología través de sus centros parroquiales y distintas actividades pastorales, tiene acceso a todos los estratos sociales.

## Educación
La ciudad cuenta con diversas instituciones que ofrecen una amplia gama de profesiones para los egresados de preparatoria.
La Universidad Autónoma de Sinaloa, de carácter público, es la principal institución educativa de Culiacán; en segundo lugar se encuentra el Instituto Tecnológico de Culiacán, que ofrece carreras principalmente enfocadas en el ramo de la Ingeniería; en el tercer puesto está el Instituto Tecnológico y de Estudios Superiores de Monterrey, de ámbito privado. También se cuenta con diversas universidades privadas que cubren ampliamente la demanda educativa en crecimiento.

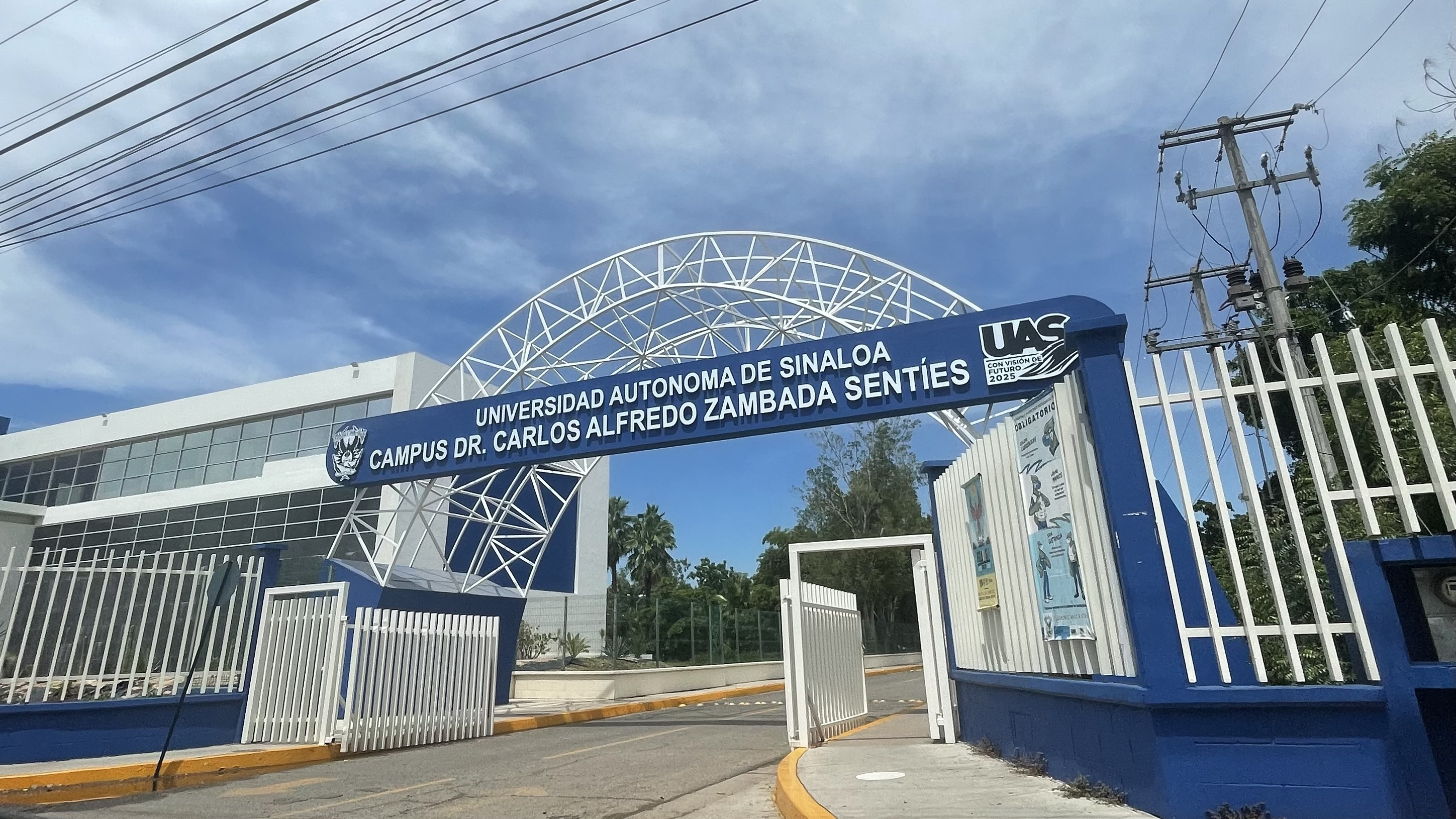
Campus Dr. Carlos Zambada Sentíes, uno de los principales campus universitarios del estado, donde se encuentra la Facultad de Medicina (FeMUAS) de la Universidad Autónoma de Sinaloa.

Las cifras de educación en la ciudad han ido en ascenso, contando en el año 2010 con una población alfabetizada de 471 410 personas mayores de 15 años, representando el 97.7 %, en contraste, existen 11 103 personas mayores de 15 años analfabetas, representando un 2.3 % del total. La ciudad cuenta con un alto grado de escolaridad, la cual alcanza 10.69 años, superando los 9.93 años que corresponden al municipio al que pertenece.

#### Universidades
- Universidad Autónoma de Sinaloa
- Centro de Estudios Universitarios Superiores (CEUS)
- Escuela Libre de Derecho de Sinaloa
- Escuela Normal de Sinaloa
- Instituto Tecnológico de Culiacán
- Instituto Tecnológico y de Estudios Superiores de Monterrey (ITESM) - Campus Sinaloa (Culiacán)
- Instituto Tecnológico Superior de Sinaloa - Campus Culiacán
- Universidad Asia-Pacífico
- Universidad Autónoma de Durango - Campus Culiacán
- Universidad Casa Blanca
- Universidad Católica de Culiacán
- Universidad México Internacional
- Universidad de Occidente - Campus Culiacán
- Universidad de San Miguel (USM)
- Universidad Tec Milenio - Campus Culiacán
- Universidad del Desarrollo Profesional - Campus Culiacán
- Universidad Valle del Bravo - Campus Culiacán
- Universidad Tecnológica de Culiacán

| Porcentaje de población alfabeta y analfabeta |        |       |        |        |       |
| Condición                                     | 1990   | 1995  | 2000   | 2005   | 2010  |
| Alfabeta                                      | 94.870 | 95.50 | 96.167 | 97.005 | 97.69 |
| Analfabeta                                    | 5.130  | 4.30  | 3.833  | 2.995  | 2.31  |

## Salud
Culiacán alberga los hospitales públicos y privados más grandes e importantes de Sinaloa.
Hospitales públicos
- IMSS Hospital Regional General no.1
- IMSS Culiacán
- ISSSTE Hospital Regional General no.1
- ISSSTE Culiacán
- Hospital General de Culiacán
- Nuevo Hospital General de Sinaloa
- Hospital de la Mujer
- Hospital Civil de Culiacán
- Hospital Psiquiátrico de Sinaloa
- Centro Dermatológico de Sinaloa
- Hospital Pediátrico de Sinaloa
- Centro Estatal de Oncología

Clínicas IMSS
- UNIDAD DE MEDICINA FAMILIAR # 46 CAÑADAS
- UNIDAD DE MEDICINA FAMILIAR # 36 INF. HUMAYA
- UNIDAD DE MEDICINA FAMILIAR # 35 COL. GUADALUPE JUNTO AL IMSS HGR # 1
- UNIDAD DE MEDICINA FAMILIAR # 52 COL 21 DE MARZO
- UNIDAD DE MEDICINA FAMILIAR # 53 COL. BARRANCOS
- UNIDAD DE MEDICINA DE ATENCION AMBULATORIA # 55 COL. TERRANOVA

Hospitales privados
- Hospital Ángeles Culiacán
- Clínica Culiacán
- Médica de la Ciudad
- Hospital Cemsi Chapultepec
- Clínica de Rehabilitación y Especialidades S.A. de C.V
- Clínica Santa María
- Clínica de Cirugía Plástica Culiacán
- Centro de Atención Materna Infantil
- Centro médico de la Mujer de Noroeste
- Clínica Escobedo
- Centro Integral Psicoterapéutico
- Clínica de ojos VistaSur

## Economía
La economía de Culiacán es principalmente agrícola y comercial, siendo un centro comercial de productos, carne y pescado. Entre otras industrias, Culiacán representa el 52 por ciento de la economía estatal.
Coppel, Casa Ley, Homex y otras empresas de importancia nacional tienen su sede en Culiacán.

### Agricultura
Sinaloa es el líder nacional de la industria alimentaria y Culiacán es el líder en el estado con una producción de alrededor de 5 millones de toneladas de maíz. Además lidera la producción de hortalizas como tomate, pepino, chile, berenjena y calabaza y frutas (mango, melón y sandía), frijol, soja, cártamo, arroz, trigo y sorgo. El tomate es uno de los productos que representan al estado de Sinaloa y al municipio de Culiacán, por esto el equipo de béisbol lleva el nombre de tomateros, quienes también representan a Culiacán.

### Ganadería
La ganadería también es una importante actividad; la cría y engorda de ganado bovino, caprino, ovino y porcino y la producción de carne y leche derivados de estas especies colocan a la ciudad en liderazgo nacional de esta industria. En 1997 se invirtió un millón de pesos en la siembra de 21.182 hectáreas en beneficio de la ganadería. A través del programa "Mejoramiento Genético" se canalizaron 5 500 000 (cinco millones quinientos mil) pesos de recursos federales y estatales para la adquisición de sementales bovinos, ovinos, caprinos y porcinos, esto permitió que los ganaderos cuenten hoy con hatos mejorados y obtengan mayores rendimientos.
También la industria avícola tiene un importante desarrollo criando y engordando cientos de miles de pollos al año, industria que también hace un importante aporte al PIB municipal.

### Indicadores socioeconómicos
Según datos al año 2007 la ciudad de Culiacán tiene un PIB per cápita anual de 6,298.1 dólares, constituyendo el 48.4 por ciento del producto interno bruto estatal. Tiene un índice de desarrollo humano de 0.8634 en 2005, por lo que se ubica en el 3.º lugar estatal.

## Cultura

### Artes visuales
El Museo de Arte de Sinaloa (MASIN) es uno de los más importantes espacios para la exhibición de cientos de montajes de artes visuales en Culiacán: exposiciones de pintura, escultura, fotografía, dibujo, gráfica, instalación, video y arte-objeto; además de ser un foro fundamental para la realización de eventos artísticos, culturales y académicos como conciertos, presentaciones de libros, conferencias, coloquios y talleres de las diversas disciplinas artísticas. Es también un espacio en donde se vincula el arte con niños y jóvenes de escuelas públicas y privadas a través de visitas guiadas a sus exposiciones. La ciudad también es sede colectivos de artistas y espacios alternativos como Dilatado y Lugar De. Entre otros museos se encuentran:
- Museo Interactivo sobre las Adicciones (MIA).

- Museo Interactivo del Centro de Ciencias de Sinaloa.

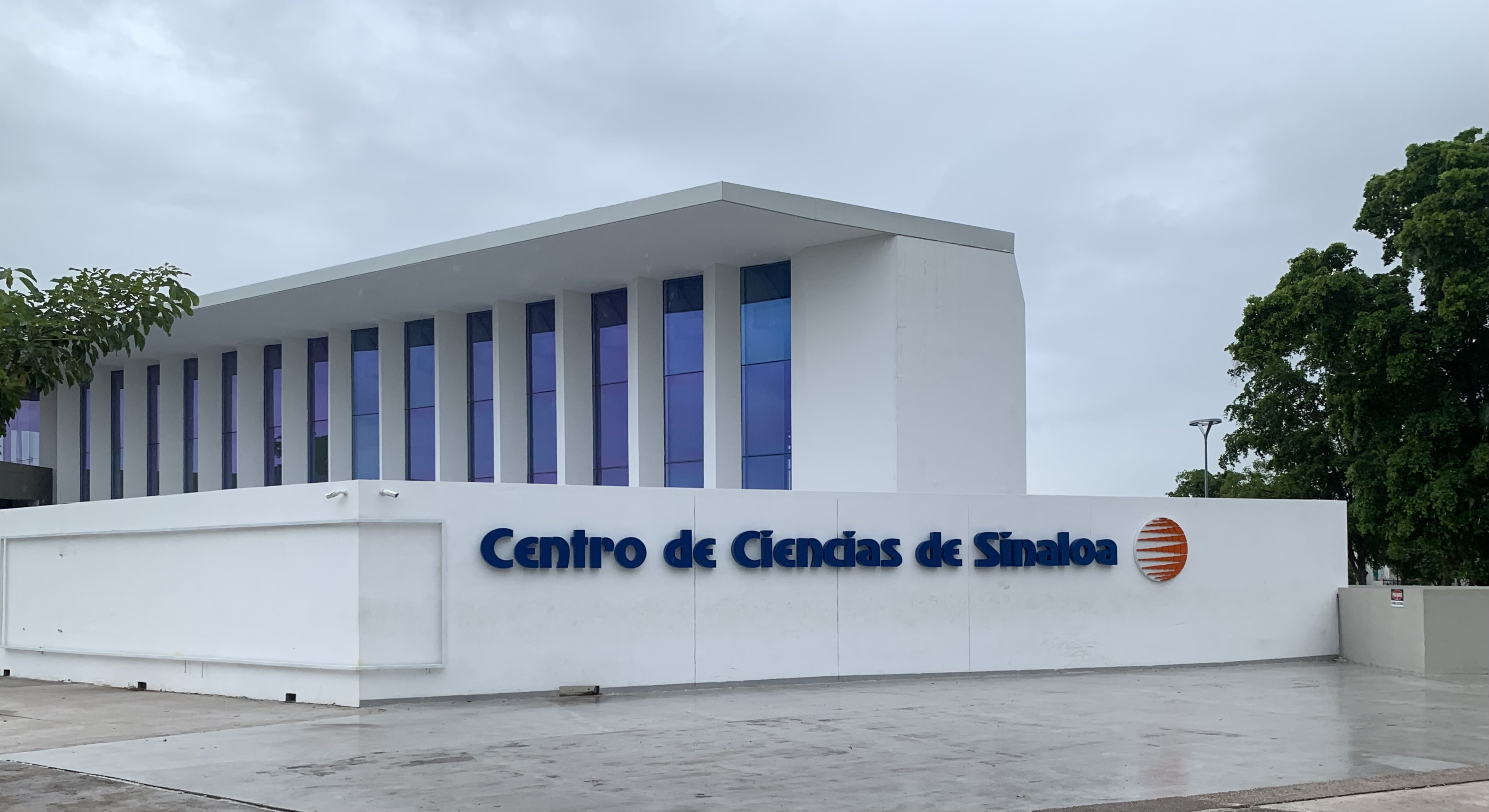
Centro de Ciencias de Sinaloa.

- Museo de Historia Regional de Sinaloa.[56]
- Museo Insectaria.
- Casa de cultura UAS.
- Galería de arte Frida Kahlo.
- Galería de arte Antonio López Sáenz.
- Salón de la fama del deporte Culiacán.
- Salón de la fama Tomateros.
- Salas de exposición del INAH.
- Galería Antonio López Sáenz (GAALS).

#### Teatros y auditorios
- Teatro Pablo de Villavicencio
- Teatro Socorro Astol
- Teatro abierto Ágora Rosario Castellanos

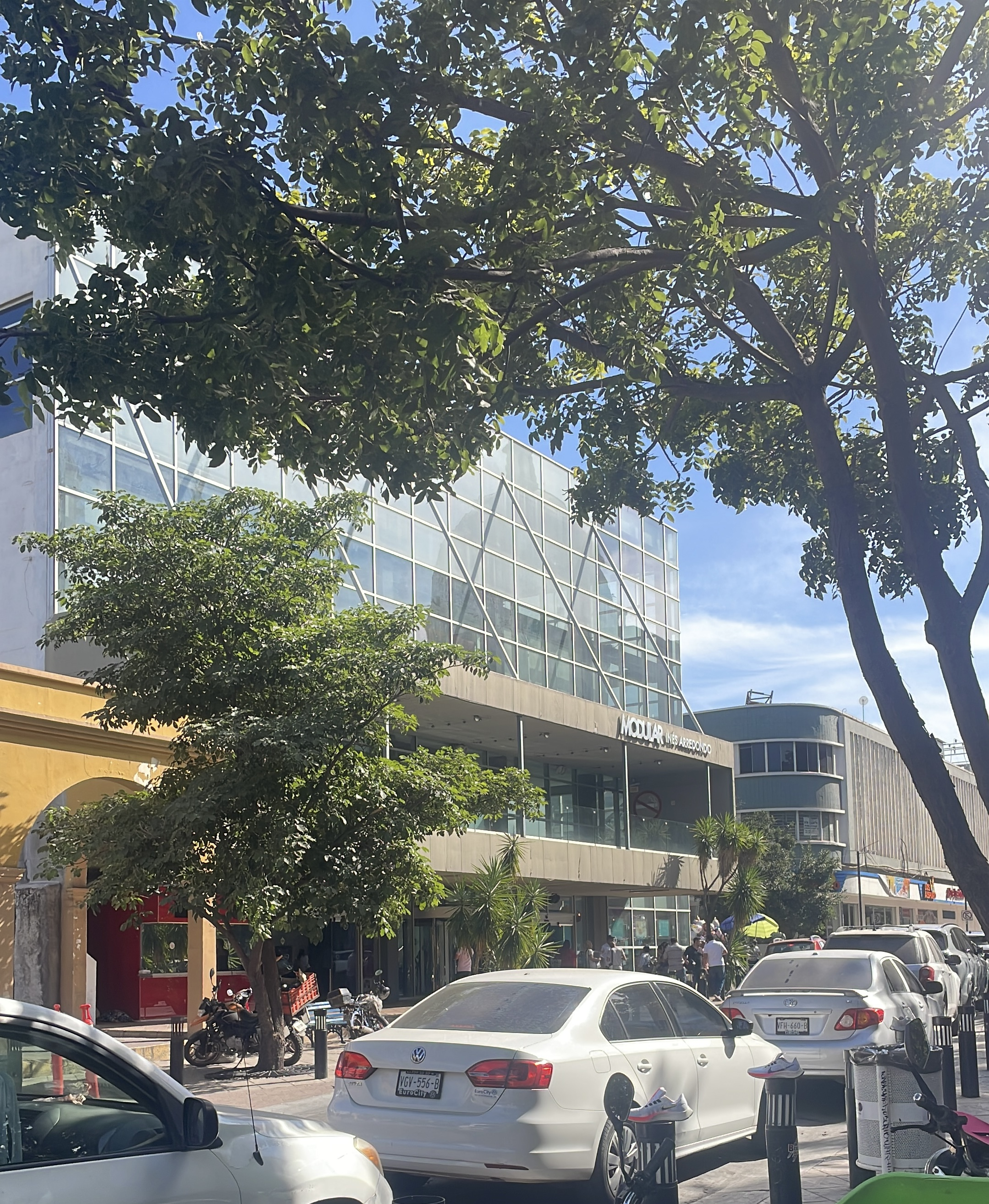
Teatro MIA o Modular Inés Arredondo.

- Teatro MIA
- Teatro MIA o Modular Inés Arredondo.Teatro Griego
- Teatro Oscar Liera
- Teatro UAS
- Palenque Culiacán
- Foro Tecate
- Auditorio Fausto Burgueño Lomelí
- Foro Escénico Tatuas

#### Monumentos
Cuenta con diversas expresiones artísticas dispersas por toda la ciudad entre esculturas y murales. Uno de los principales monumentos es el erigido en honor a Cuauhtémoc, conocido como "La Canasta" debido a un previo monumento que fue destruido por el Huracán Waldo. Se encuentra ubicado en la glorieta que junta la avenida insurgentes y el puente a la carretera internacional. También Sinaloa les dedica a sus hijos que supieron darle Gloria y honor, ese monumento fue construido por el Gobierno de Rigoberto Aguilar e inaugurado el 20 de noviembre de 1954. Luego se encuentra el dedicado al Soldado desconocido, en el están las letras de “un Soldado en cada hijo te dio”, donde cada año se inician los festejos por el aniversario de la fundación del Ejército Mexicano.
Cerca de este se encuentra el monumento dedicado a los socorristas de la Cruz Roja, donde están plasmados los nombres de algunos de ellos.
Cerca de la av. Obregón se encuentra el general Salvador Alvarado, mostrando en su placa correspondiente la Ideología de la Revolución Mexicana 16 de septiembre de 1880 -10 de junio de 1924. Entre murales se encuentran varias obras del muralista Ernesto Ríos Rocha en calles y avenidas como “Agua de Vida”, “Adiós Polio” entre otros.
Otros monumentos populares son los cenotafios, como el levantado en memoria de Édgar Guzmán Salazar, hijo del narcotraficante Joaquín El Chapo Guzmán, que es de los más visitados por turistas que se sienten atraídos por conocer las huellas que ha dejado la violencia en Culiacán.«El narcotour por las calles de Culiacán». El Sol de Sinaloa. Consultado el 26 de noviembre de 2024.|2=}}</ref>

## Música

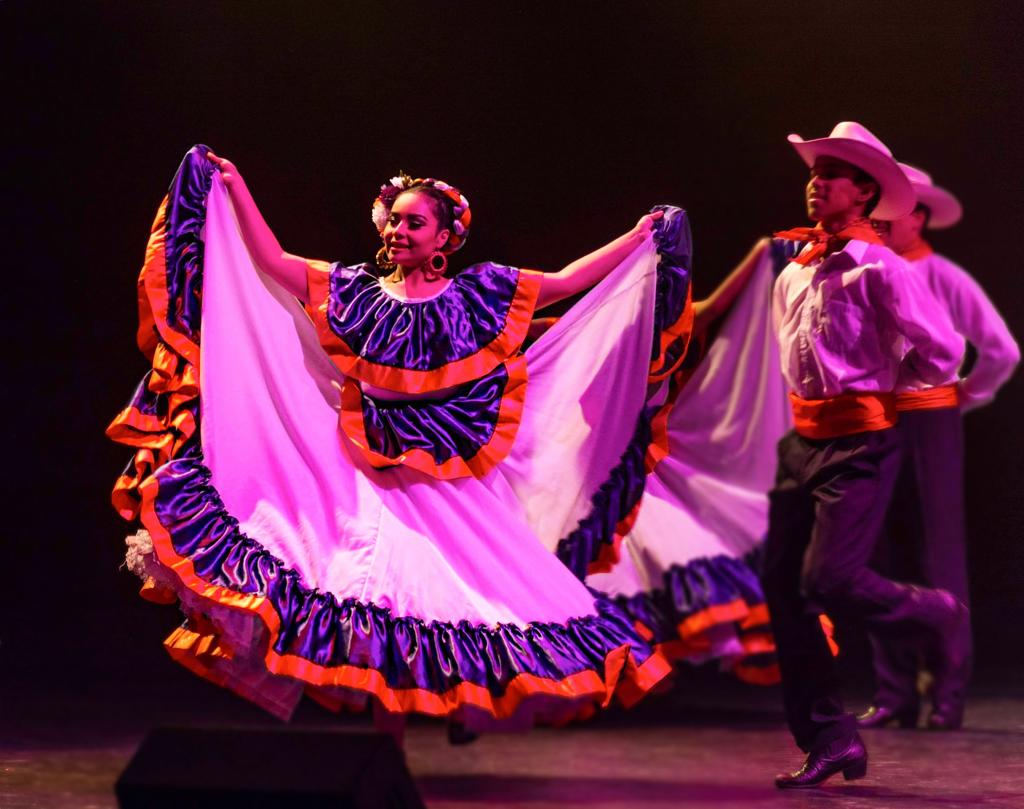
Bailes típicos de la región.

La banda sinaloense o tambora sinaloense es un tipo de ensamble musical, género tradicional y popular, establecido a principios de los años 1920 en Sinaloa. Es un género con remanentes europeos al estilo organológico de la fanfarria europea, sin embargo, como muchos otros ensambles de viento tradicionales de México, interpreta un repertorio adaptado a las sensibilidades regionales. Predominan sones tradicionales, ranchera, corrido, polca, vals, mazurca, chotis, así como géneros más contemporáneos como la cumbia.

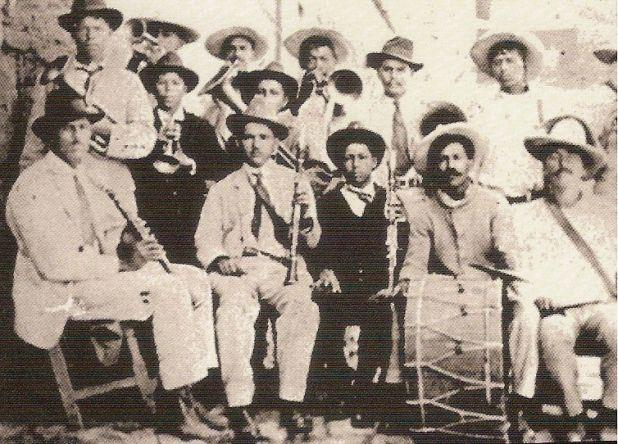
Ejemplo de una Banda Sinaloense a principios del 1900.

El sonido de la banda sinaloense es similar al de las bandas de viento alemanas y francesas. En la zona centro-norte, el fraseo musical es más ligero y matizado, un estilo más occidental europeo y en el sur, el estilo tiene un fraseo muy marcado y un poco menos matizado en la ejecución, algo más influenciado por el estilo alemán, lo que hizo que diversos investigadores, ubicaran su origen en estas regiones, sobre todo al considerar la intervención extranjera en el estado ya que, a principios de siglo, estaba habitado por inmigrantes alemanes.
La etnomusicóloga Helena Simonett afirma que las primeras bandas sinaloenses se formaron por exmiembros de bandas militares y municipales que se establecieron en la sierra de Sinaloa y recibieron influencias de la música tradicional yoreme. Ello refuerza la hipótesis de la influencia francesa y española sobre la alemana en otras regiones de Sinaloa, pues esta música tiene registros y antecedentes en lugares serranos de Sinaloa donde no existió migración alemana. Simonett plantea que la influencia francesa tiene sus orígenes en Segunda intervención francesa en México. También aporta evidencia de la conformación organológica de las primeras agrupaciones sinaloenses, por ejemplo: La Banda El Recodo de Cruz Lizárraga de 1938 que tenía una marcada influencia alemana en su estilo de ejecución e instrumentación que incluía instrumentos de cuerda, en contraste con La Banda Los Tacuichamona de 1888, La Banda Los Sirolas de Culiacán (1920) y La Banda de Los Hermanos Rubio (1929) de Mocorito, cuya integración instrumental eran exclusivamente de instrumentos de aliento y percusión al estilo español y francés de la fanfarria, así como también su ejecución.

### Parques y zonas verdes
Las zonas verdes están ubicadas en diferentes zonas de la ciudad; en los últimos años el gobierno municipal y estatal se ha preocupado por proteger, resguardar y aumentar los pulmones verdes, con la finalidad de brindar una mejor calidad de vida a los culiacanenses y los turistas; se cuenta con las siguientes:

#### Parque Las Riberas
El Parque Las Riberas es la zona adjunta a los ríos Tamazula y Humaya, donde se pueden admirar diferentes especies de árboles como sauces, álamos, guamúchiles, eucaliptos, entre otros, contando con una ciclovía, tirolesa, paseos en lancha y un andador para realizar ejercicios y esparcimiento familiar. Recientemente, cuenta con un nuevo atractivo: el «Puente blanco o bimodal» el cual conecta dicho parque con el centro de la ciudad para facilitar el acceso a los peatones y por las noches se vuelve un espectáculo luminoso que contrasta con el ya famoso «Puente Negro de Culiacán» construido en 1907 por la Amerizan Bridge Company y en 1909 iniciaste operación y te convertiste en el primer puente que unió las dos orillas del río Culiacán.

#### Isla de Orabá
Ubicada dentro de Las Riberas, la Isla Orabá, como su nombre lo indica es una isla entre la confluencia del Río Tamazula y el Río Humaya, donde nace el Río Culiacán. Forma parte de una serie de parques y jardines que se han construido sobre las márgenes de los tres ríos. Desde muy temprano muchas personas acuden a hacer ejercicio, caminar, correr, andar en bicicleta o simplemente a dar un paseo entre los grandes árboles.

#### Jardín Botánico Culiacán
El Jardín Botánico de Culiacán se ubica al este de la ciudad, esta zona comprende 10 hectáreas y alberga diferentes ecosistemas y cientos de especies vegetales y árboles. El Jardín Botánico de Culiacán cuenta con una variedad de más de 2000 plantas. Es conocido porque aquí optan los corredores y ciclistas a dar el paseo matutino, se destaca la prohibición de los canes en el sendero de las plantas. Muchos fotógrafos acuden a este jardín a capturar jóvenes quinceañeras y recién casados.

#### Zoológico de Culiacán
Ubicado a un costado del corazón de la ciudad, formando parte del Centro Cívico Constitución con una extensión de 3.3 hectáreas; el cual alberga 1400 animales pertenecientes a más de 450 especies entre mamíferos, reptiles y aves. Fue construido el 14 de diciembre de 1950 como parte del Plan de Desarrollo del Gobierno del Estado de Sinaloa que contemplaba la necesidad de crear un área natural que contribuyese a fomentar la educación de flora y fauna existente en esta región bajo el mandato del gobernador del Estado el general Gabriel Leyva Velásquez, apoyado por Emilio Aguerreverre, presidente municipal de Culiacán.

#### Parque acuático Tres Ríos
El Parque Acuático Tres Ríos es un espacio recreativo que se construyó en la confluencia de los ríos Humaya y Tamazula, precisamente donde nace el Río Culiacán.
Muchas familias acuden diariamente a disfrutar de sus instalaciones, construidas desde el Puente Almada hasta el Puente Negro.
Este parque está muy cerca del Parque Las Riberas, conformando uno de los parques más grandes, bonitos y visitados del noroeste del país.
Este parque es muy visitado gracias a su gran vista al Puente Negro y al Río Culiacán lo que propicia bellos atardeceres.

## Gastronomía

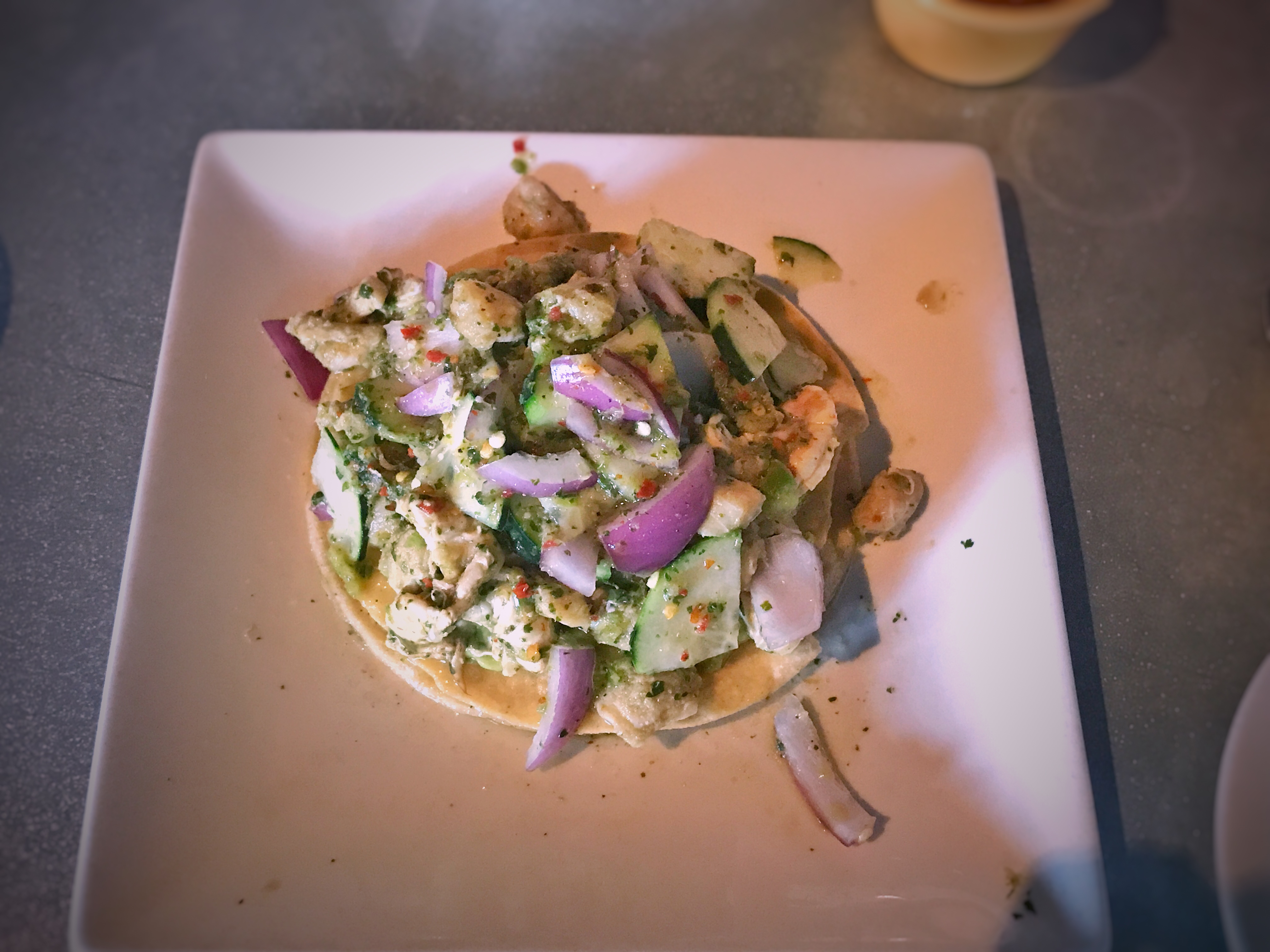
Tostada de aguachile.

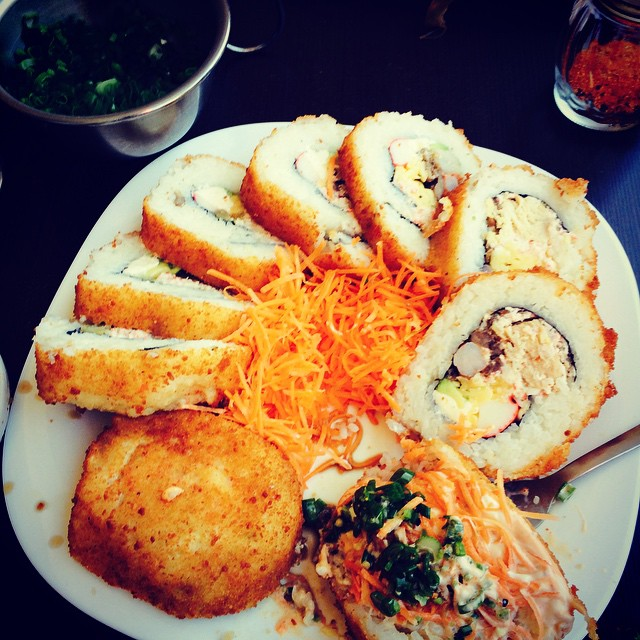
Sushi estilo Culiacán, llamado.

## Cultura popular

Inauguración de la Liga del Pacífico 2022 en Culiacán

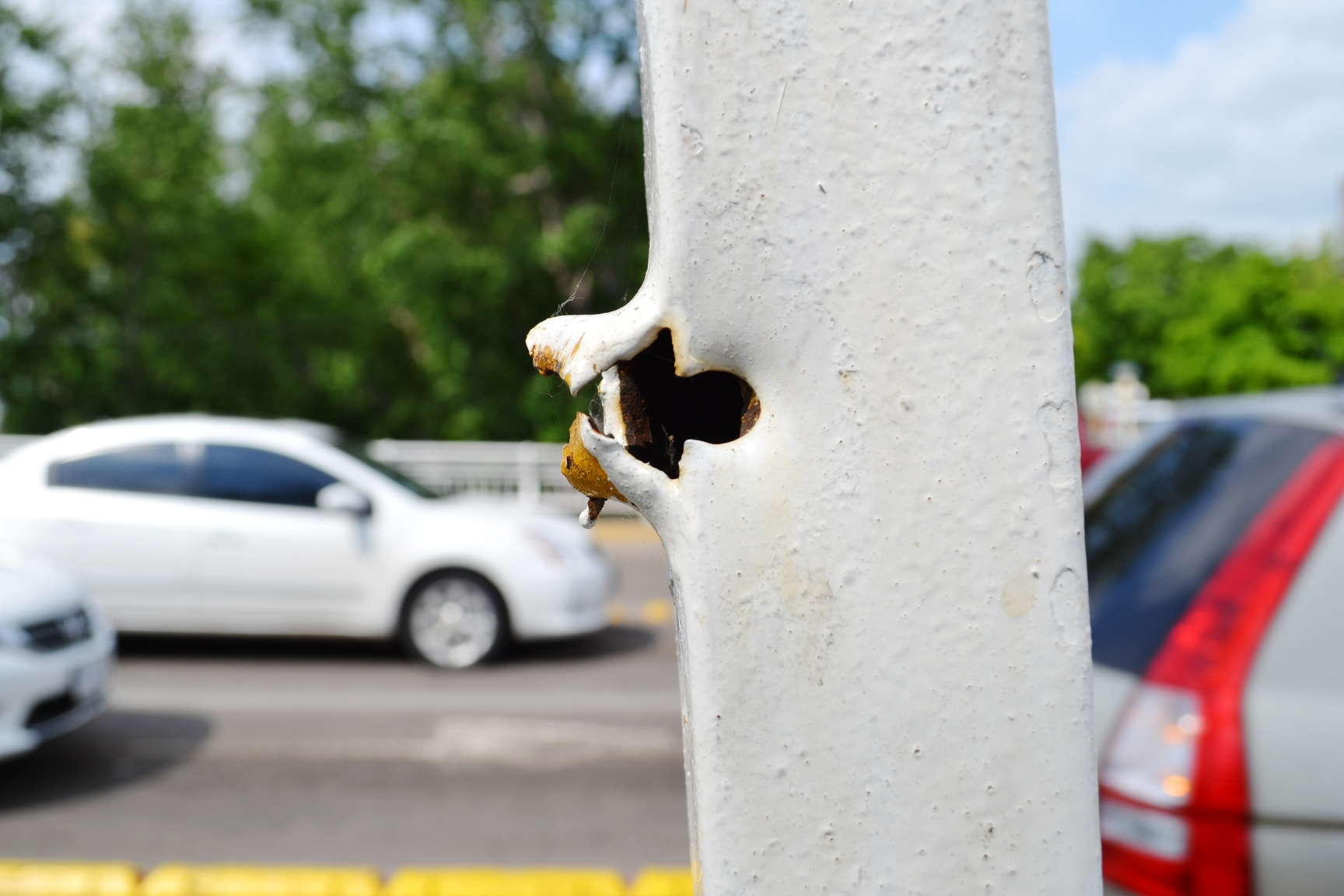
Impacto de armas de fuego en un poste de alumbrado sobre Paseo Niños Héroes.

Mausoleo en el cementerio Jardines del Humaya, considerado uno de los más lujoso del mundo.

#### Vialidades principales

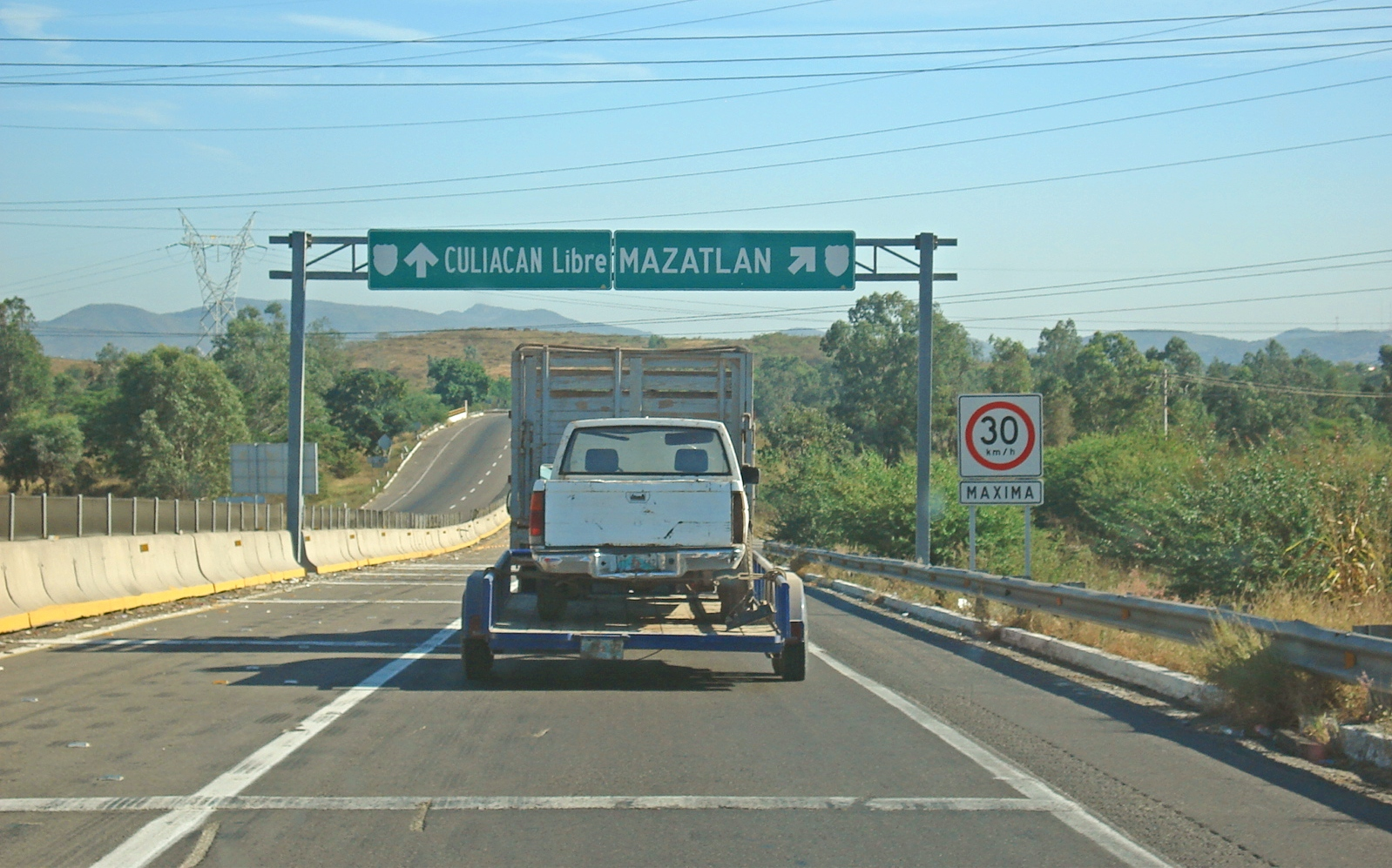
Carretera México 15.

#### Transporte público

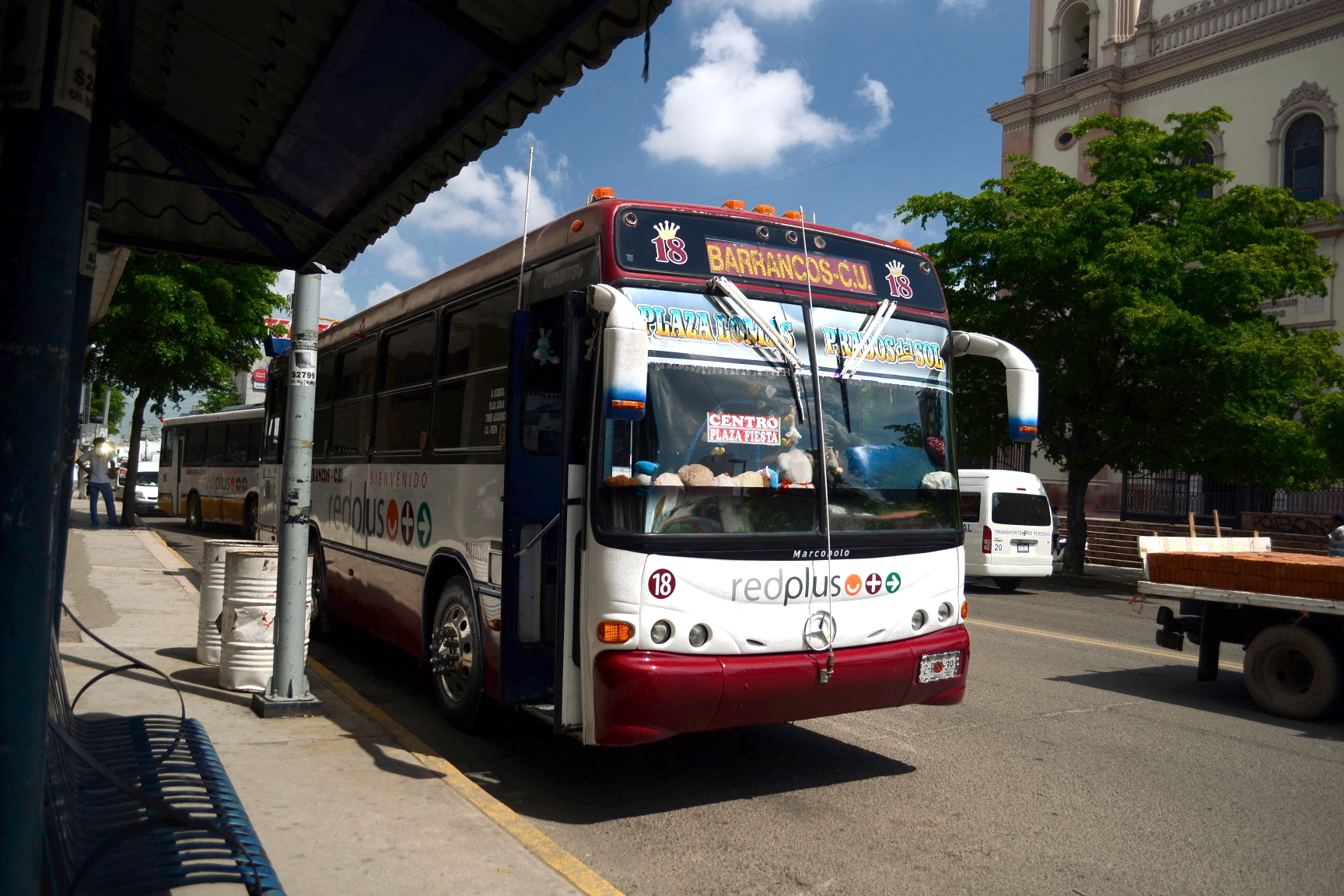
Unidad de transporte público, ruta Barrancos-Centro.

#### Televisión de paga

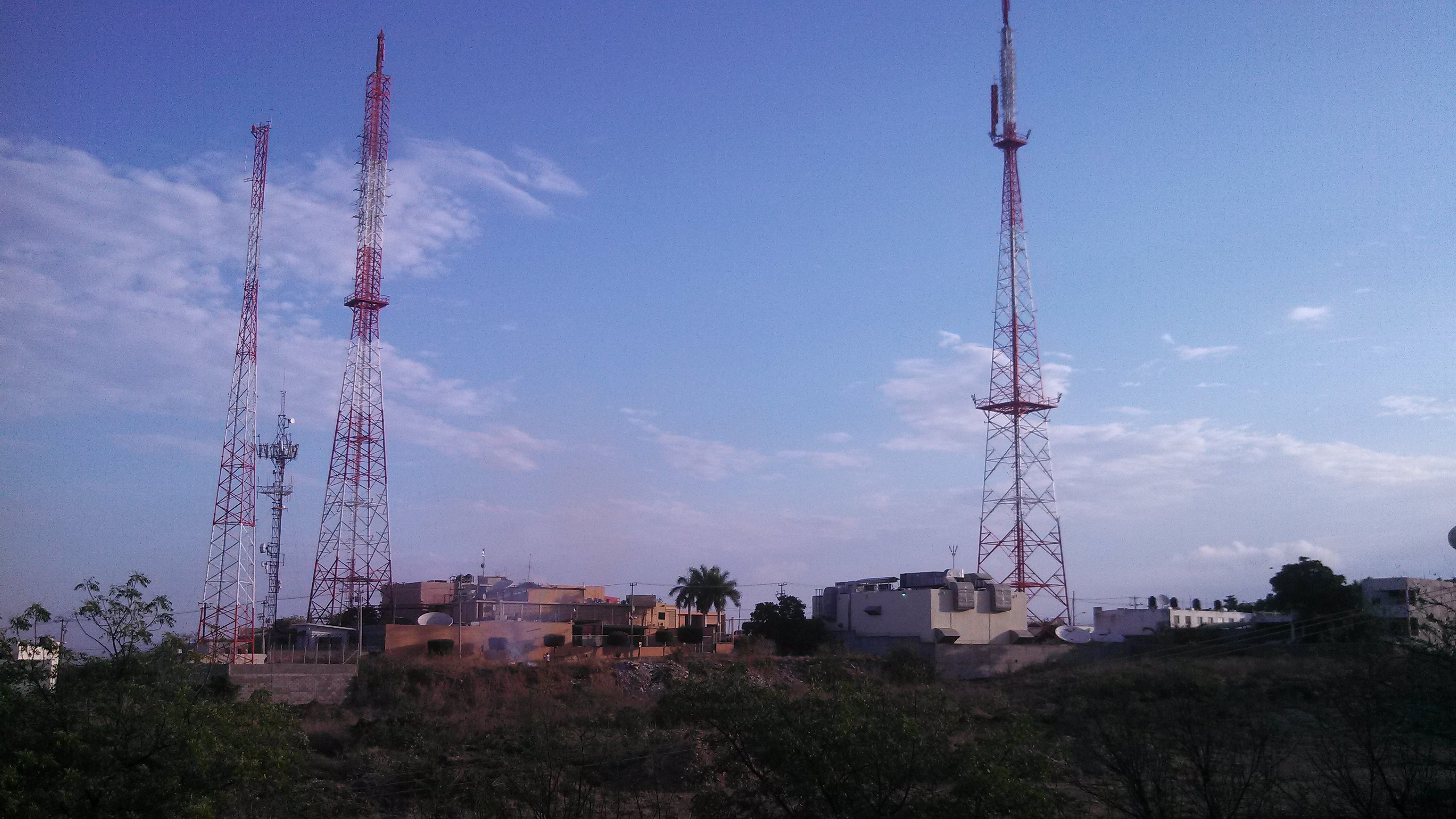
Antenas de transmisión de TVP Culiacán.

#### Estaciones de radio

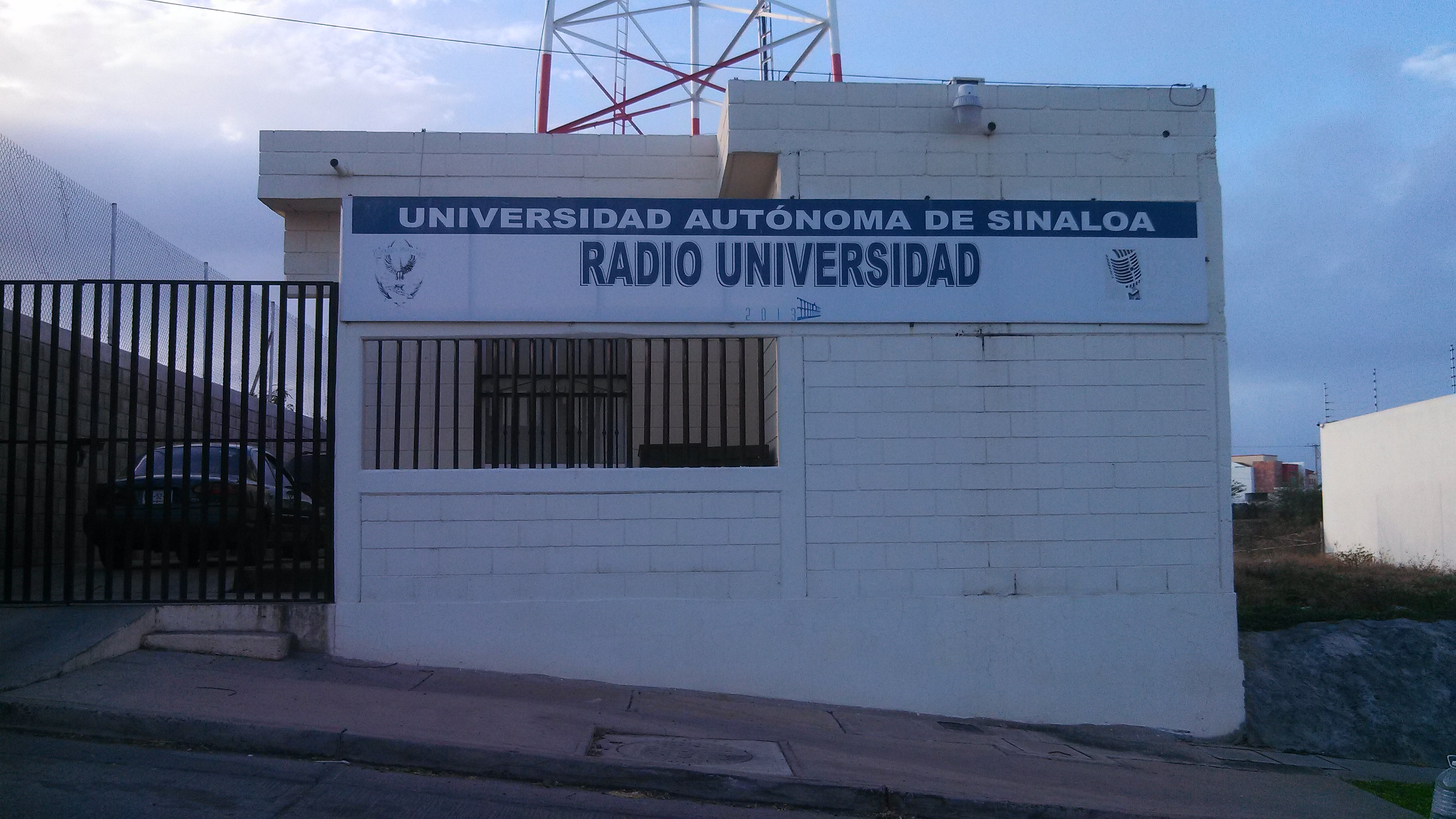
Instalaciones transmisoras de Radio UAS.